# Tony Rominger
Tony Rominger (født 27. marts 1961 i Vejle, Danmark) er en tidligere professionel schweizisk cykelrytter med fire sejre i et af de store etapeløb – han vandt Vuelta a España tre år i træk (1992-1994) og Giro d'Italia en gang (1995). I Tour de France formåede han at udfordre[kilde mangler] den dominerende Miguel Indurain og opnåede i 1993 foruden den prikkede bjergtrøje en samlet andenplads.
Han startede sin professionelle karriere relativt sent – som 25-årig. Før da havde han arbejdet nogle år som bogholder. Han opnåede hurtigt nogle gode resultater (f.eks. sejr i Lombardiet Rundt i 1989og 1992), før storhedsperioden kom i første halvdel af 1990'erne.[kilde mangler]
Hans tre sejre i Vueltaen er rekord. I 2005 blev den slået af Roberto Heras, men to måneder senere blev det offentliggjort, at Heras var blevet testet positiv for EPO, og han blev frataget sejren.
I 1994 satte Rominger en ny timerekord med en tilbagelagt distance på 55,291 km. I 1997 trak han sig tilbage, efter at have brækket kravebenet i årets udgave af Touren.[kilde mangler] Siden har han arbejdet som bl.a. cykelkommentator og -manager.

## Privat
Tony Rominger er født i Vejle, og har en dansk mor.